# 昆卡河
昆卡河（烏克蘭語：Кунка），是烏克蘭的河流，位於該國西部文尼察州，屬於索布河的右支流，流經米特林齊、昆卡和庫納，河道全長19公里，流域面積89.8平方公里。